# اولیویا ترلبی
اولیویا جی. ترلبی (به انگلیسی: Olivia Thirlby) (متولد اکتبر ۶، ۱۹۸۶) یک بازیگر آمریکایی است. او به‌عنوان بهترین بازیگر در نقش خود که با نام «لی» در فیلم جونو (۲۰۰۷) برنده جایزه اسکار بهترین فیلم‌نامه غیراقتباسی، «ناتالی» در تاریکترین ساعت (۲۰۱۱) و «قاضی کاساندرا اندرسون» در فیلم دِرد (۲۰۱۲) شناخته شده‌است.
از فیلم‌ها یا برنامه‌های تلویزیونی که وی در آن نقش داشته‌است می‌توان به فلین بودن، مرد منزوی، بالای سایه، آنچه بالا می‌رود، حواس‌پرتی، پول احمقانه، ۵ تا ۷ و جالوت اشاره کرد.